# アミシー・ド・クルトネー
アミシー・ド・クルトネー（フランス語：Amicie de Courtenay, 1253年 - 1275年）は、曽祖父にあたるルイ6世王子ピエール1世・ド・クルトネーを通じ、カペー家のまだ若い分家であったクルトネー家出身のフランス貴族の女性。

## 生涯
アミシーの父はコンシュおよびメアン領主ピエール1世・ド・クルトネー＝シャンピニェル（1218年 - 1250年）で、父ピエールは第7回十字軍の際、マンスーラの戦いにおいて戦死した。母はゴーシェ・ド・ジョワニーとアミシー・ド・モンフォールの娘ペトロニーユである。
1262年にパリにおいてアミシーはアルトワ伯ロベール2世と結婚し、以下の子女をもうけた。
- マオー（1268年 - 1329年）[1] - アルトワ女伯
- フィリップ（1269年 - 1298年）[1]
- ロベール（1271年 - 1272年）